# Hengeresszárnyú álkérészek
A hengeresszárnyú álkérészek (Leuctridae) a rovarok (Insectia) osztályának és az álkérészek (Plecoptera) rendjének egyik családja. A családba körülbelül 200 faj tartozik.

## Elterjedésük
Főként az északi féltekén terjedtek el. Általában a kisebb patakok és tavak mentén rajzanak.

## Megjelenésük
A hengeresszárnyú álkérészek karcsú, általában sötétbarna színű rovarok. Pihenéskor szárnyaikat összesodorják, vagy testük köré tekerik. Mindkét ivar szárnyai fejlettek, fartoldalékaik rövidek.
Méretük 0,6-1,3 cm között van, de többségük kisebb 1 centiméternél.
A lárvák karcsúak, színezetük sárgás.

## Életmódjuk
Az imágók gyakran már kora tavasszal kifejlődnek, rajzanak, párzanak, majd a vizekbe petéznek. A lárvák a vízben növényevők, illetve növények szerves hulladékait fogyasztják.

## Rendszerezésük
A családba két alcsalád és 9 nem tartozik.
Hengeresszárnyú álkérészek (Leuctridae)
- Leuctrinae
  - Calileuctra (Shepard & Baumann, 1995)
  - Despaxia (Ricker, 1943)
  - Leuctra (Stephens, 1835)
  - Moselia (Ricker, 1943)
  - Paraleuctra (Hanson, 1941)
  - Perlomyia (Banks, 1906)
  - Pomoleuctra (Stark and Kyzar, 2001)
  - Zealeuctra (Ricker, 1952)
- Megaleuctrinae
  - Megaleuctra (Neave, 1934)